# Poznań za pół ceny
Poznań za pół ceny – nazwa corocznej akcji, której celem jest promocja turystycznych walorów Poznania i okolic. Organizatorem akcji jest Poznańska Lokalna Organizacja Turystyczna. Po raz pierwszy akcję zorganizowano maju 2008 roku. Akcja przyciąga do poznańskich hoteli, restauracji, kawiarni, pubów i muzeów tłumy poznaniaków i gości. W roku 2013 w akcji "Poznań za pól ceny" wzięło udział ponad 180 partnerów oferujących swoje usługi z 50% rabatem. Z usług partnerów akcji skorzystało wówczas ponad 100 tysięcy osób. Informacje oraz okolicznościowe mapy są dostępne dla turystów w biurach Centrum Informacji Miejskiej (CIM.)
Podstawową ideą akcji jest popularyzowanie w Polsce i za granicą możliwości spędzenia weekendu w Poznaniu i okolicach poprzez obniżenie cen o 50% na usługi turystyczne. Promocja ma na celu prezentację pełnowartościowych towarów i usług znajdujących się w stałej ofercie partnerów akcji poprzez ich sprzedaż za pół ceny przez dwa dni trwania akcji promocyjnej.
Wszystkie edycje akcji zostały podsumowane badaniami przeprowadzonymi przez Uniwersytet Ekonomiczny w Poznaniu.
VII edycja akcji odbyła się w dniach 3-4 maja 2014 r.
X edycja akcji odbyła się w dniach 29-30 kwietnia 2017 r.